# Deleh Chenār
Deleh Chenār är en ort i Iran.   Den ligger i provinsen Khuzestan, i den centrala delen av landet, 400 km sydväst om huvudstaden Teheran. Deleh Chenār ligger 1 292 meter över havet och antalet invånare är 105.
Terrängen runt Deleh Chenār är kuperad åt sydväst, men åt nordost är den bergig. Deleh Chenār ligger nere i en dal. Runt Deleh Chenār är det ganska tätbefolkat, med 104 invånare per kvadratkilometer. Närmaste större samhälle är Labāb, 10,9 km nordost om Deleh Chenār. Omgivningarna runt Deleh Chenār är i huvudsak ett öppet busklandskap.